# Генрих IV (граф Люксембурга)
Генрих Слепой (фр. Henri l'Aveugle, нем. Heinrich der Blinde; ок. 1111 — 14 августа 1196) — граф Намюра (под именем Генрих I) в 1139—1189 годах, граф Люксембурга (под именем Генрих IV) с 1136 года, граф де Ла Рош-ан-Арденн ранее 1155 года, граф Дарбюи ранее 1148 года, граф де Лонгви с 1141 года, 2-й сын Жоффруа (Готфрида) I, графа Намюра, и Эрмезинды, дочери Конрада I, графа Люксембурга.

## Биография
Смерть старшего брата сделала Генриха наследником Намюра. А в 1136 году умер граф Люксембурга Конрад II, не оставивший детей, в результате чего графство Люксембург оказалось выморочным леном. Ближайшими родственницами Конрада II были его сестра Лиутгарда, которая была замужем за Генрихом II, графом де Грандпре, и его тетка Эрмезинда, сестра Вильгельма I Люксембургского, отца Конрада II. Император, который не был заинтересован в том, чтобы Люксембург унаследовали французские графы, признал новым правителем Генриха, бывшего сыном Эрмезинды. 
После смерти отца в 1139 году Генрих унаследовал ещё и Намюр, а смерть матери в 1141 году принесла Генриху ещё и графство Лонгви. Позже после смерти своих близких родственников Генрих Намюрский унаследовал ещё и графства Ла Рош-ан-Арденн и Дарбюи.
В 1141 году Генрих Намюрский вступил в конфликт с архиепископом Трира Адальбероном де Монтрейль из-за аббатства Святого Максимина в Трире, фогтом которого был Генрих. Борьба продолжалась до 1146 года с переменным успехом, когда в Шпайере Генрих подписал с архиепископом мирный договор, по которому Генрих отказывался от прав на защиту аббатства. После смерти архиепископа Адальберона в 1152 году Генрих вернул себе аббатство, но в 1155 году новый архиепископ Хиллин качестве компенсации за отказ Генриха от прав на защиту аббатства передал ему город Гревенмахер.
Также Генрих Намюрский вступил в конфликт с епископом Льежа Альбероном II де Шини, напав на замок Бульон, который епископ требовал у графа Бара Роберта I. Только в 1151 году епископ Генрих II фон Лейен смог разбить Генриха Намюрского в Арденне.
Одной из самых серьёзных проблем в правление Генриха Намюрского стала проблема престолонаследия в Намюре и Люксембурге. С первой женой Генрих развёлся, детей от этого брака не было. От второго брака он также не имел детей. В итоге Генрих признал наследником мужа своей сестры Алисы — графа Эно Бодуэна IV, а после его смерти в 1171 году наследником стал их сын Бодуэн V. В 1182 году Генрих серьёзно заболел и ослеп.
Однако в июле 1186 года у 75-летнего Генриха Слепого неожиданно родилась дочь Эрмезинда. После этого Генрих аннулировал предыдущее распоряжение о наследстве. Для того, чтобы защитить свою дочь от притязаний Бодуэна, Генрих помолвил её в 1187 году с графом Шампани Генрихом II. Не согласный с этим Бодуэн V обратился с жалобой к императору Фридриху I Барбароссе, который в итоге в 1188 году вынудил Генриха Слепого восстановить графа Эно в статусе наследника. Однако Бодуэн не стал дожидаться смерти Генриха Слепого и в 1189 году захватил Намюр. Император Фридрих поддержал Бодуэна и, более того, тайно возвёл Намюр в статус маркграфства. В 1190 году стороны достигли компромисса. Намюр закреплялся за Бодуэном V де Эно, Ла Рош и Дарбюи оставались в руках Генриха Слепого до его смерти. О том, кому должен был отойти Люксембург, в договоре упомянуто не было, но он также остался в руках Генриха. В том же 1190 году в Вормсе было объявлено и о том, что Намюр стал маркграфством.
В 1194 году Генрих Слепой сделал попытку вернуть Намюр, но 1 августа был разбит герцогом Генрихом III Лимбурским при Новиль-сюр-Меэнь.
Генрих Слепой умер через 2 года в Эхтернахе. Его дочь, Эрмезинда, в итоге унаследовала только Дарбюи и Ла Рош, а Люксембург из-за отсутствия наследников по мужской линии оказался выморочным леном, который император Генрих VI передал своему брату, пфальцграфу Бургундии Оттону I. Однако в 1197 году граф Бара Тибо I, который женился на Эрмезинде, договорился с Оттоном Бургундским, в результате чего тот отказался от Люксембурга в пользу Эрмезинды и Тибо.

## Брак и дети
1-я жена: с ок. 1152/1159 (развод 1163) Лауретта Эльзасская (ок. 1120—1170), дочь Тьерри Эльзасского, графа Фландрии, вдова Рауля I Храброго, Графа де Вермандуа. Детей от этого брака не было.
2-я жена: с 1168 Агнес Гелдернская, дочь Генриха, графа Гелдерна, и Агнес фон Арнштейн. Дети:
- Эрмезинда (июль 1186 — 12 февраля 1247), графиня де Ла Рош и Дарбюи с 1194, графиня Люксембурга с 1197; 1-й муж: с 1196 Тибо I (1158—1214), граф Бара, граф Люксембурга с 1197; 2-й муж: с 1214 Валеран III (ум. 1226), герцог Лимбурга с 1221, граф Люксембурга с 1214